# Linton-on-Ouse
Linton-on-Ouse – wieś w Anglii, w hrabstwie North Yorkshire, w dystrykcie (unitary authority) North Yorkshire. Leży 14 km na północny zachód od miasta York i 291 km na północ od Londynu.